# Tatami
En tatami (畳) er en form for måtte, der bruges som gulvbelægning i rum indrettet i traditionel japansk stil. Traditionelt benyttes risstrå til at skabe kernen, om end komprimeret flis eller polystyren også bruges nu om stunder. Kernen dækkes af flettede strå af lyse-siv (igusa). Tatami laves i standardmål, idet de er præcist dobbelt så lange, som de er brede. De lange sider er normalt indrammet af brokade eller jævnt stof, men der er dog nogle tatami, der ikke har nogen indramning.

## Historie
Ordet tatami er afledt af tatamu, der betyder at folde eller stable. Dette indikerer at de tidlige tatami var var tynde og kunne foldes, når de ikke var i brug, eller stables i lag. Tatami var oprindelig en luksusgenstand for adelen. I Heian-perioden, hvor den arkitektoniske stil shinden-zukuri for aristokratiske boliger blev fuldendt, var gulvbelægningen i de paladsagtige rum hovedsageligt af træ og tatatami blev kun benyttet til at sidde på af de højeste aristokrater. I Kamakura-perioden fremkom den arkitektoniske stil shoin-zukuri for boliger til samuraier og præster, der havde fået magt. Denne stil nåede sin højdepunkt i Muromachi-perioden, hvor tatami gradvist blev spredt over hele rum, begyndende med de små. Rum fuldstændig dækket med tatami blev kendt som zashiki (bogst. rum dækket til at sidde i), og regler for at sidde og etikette bestemte, hvordan tatami skulle arrangeres i et rum. Efter sigende gjaldt indtil midten af det 16. århundrede, at den herskende adel og samuraier sov på tatami eller vævede måtter kaldet goza, mens almindelige folk brugte måtter af strå eller løs halm til at sove på.
De lavere klasser havde dengang lerklinede gulve dækket af måtter. Tatatami blev imidlertid gradvist mere populært og nåede omsider også ud i almindelige menneskers hjem i slutningen af det 17. århundrede.
De huse der bygges i Japan nu om stunder har kun få rum dækket med tatami, hvis nogen overhoved, men det er dog ikke ualmindeligt at have et enkelt med det. Rum med tatami som gulvbelægning og tilsvarende traditionelle arkitektoniske elementer kaldes for nihonma eller washitsu, "rum i japansk stil".

## Størrelser
Størrelsen på tatami varierer mellem de forskellige områder i Japan. I området omkring Kyoto måler tatami generelt 0,955 x 1,91 m, en størrelse der kaldes for kyouma (京間). I Nagoya-området måler tatami generelt 0,91 x 1,82 m, en størrelse der kaldes for ainoma (bogst. "indimellem" størrelse). Omkring Tokyo måler tatami generelt 0,88 x 1,76 m, en størrelse kaldet edoma (江戸間) eller kantouma (関東間). En kyouma-tatami er gennemsnitlig 5,5 cm tyk, mens 6,0 cm er det almindelige for en kantouma-tatami. En halv måtte kaldes for en hanjou, og en måtte i trefjederdeles længde, der bruges i rum til teceremonier (chashitsu), kaldes for daimedatami. I traditionelle japanske mål er en tatami (med regionale varianter) 1 x ½ ken eller 6 x 3 shaku, hvilket svarer til 1,81818 x 0,90909 m eller størrelsen på en Nagoya-tatami. En shaku svarer i øvrigt til 303 mm og er dermed en smule kortere end en dansk fod, der er på 314 mm.
I Japan måles størrelsen på et rum ofte i antal tatami-måtter, svarende til ca. 1,653 m² for en standard Nagoya-tatami. Alternativt kan arealet måles i tsubo, hvor en tsubo er et kvadratisk areal dækket af to tatami, hvilket formelt vil sige 1 x 1 ken eller 1,81818 x 1, 81818 m svarende til ca. 3,306 m².
Nogle typiske størrelser på rum i Nagoya-området:
4½ tatami = 9 x 9 shaku ≈ 2,73 x 2,73 m
6 tatami = 9 x 12 shaku ≈ 2,73 x 3,64 m
8 tatami = 12 x 12 shaku ≈ 3,64 x 3,64 m

## Indretning
Der er regler for antallet af tatami, og hvordan de skal placeres i et rum. I Edo-perioden var "lykkebringende" og ildevarslende tatami-arrangementer klart forskellige, og tatami blev flyttet rundt afhængig af lejligheden. Nu om stunder bruges normalt den "lykkebringende" udgave. I denne udformning mødes tatami i en T-form, hvor de i den "ildevarslende" udgave mødes i en +form.